# 擬背斑琵琶鮫
擬背斑琵琶鮫（学名：Squatina tergocellatoides），又名擬背斑扁鯊、扁沙，为软骨鱼纲扁鲨目扁鲨科扁鯊屬下的一个种。该物种主要分布于台湾海峡，体长可达63公分。